# Stephanie Murphy
Stephanie Murphy (Cidade de Ho Chi Minh, 16 de setembro de 1978) é uma política norte-americana. Filiada ao Democrata, é Membro da Câmara dos Representantes dos Estados Unidos pelo 7.º distrito congressional da Flórida.

## Primeiros anos
Stephanie Murphy nasceu chamando-se Đặng Thị Ngọc Dung em 16 de setembro de 1978, na Cidade de Ho Chi Minh. Sua família fugiu do Vietnã controlado pelos comunistas em 1979 quando Stephanie tinha seis meses de idade. O barco ficou sem combustível e eles foram resgatados pela Marinha dos Estados Unidos enquanto estava no mar. Eles se estabeleceram no norte da Virgínia, onde cresceu.
Com a ajuda de Pell Grants e empréstimos estudantis, Murphy estudou na Faculdade de William e Mary, graduando-se com um Bachelor of Arts em economia. Em seguida, estudou na Universidade de Georgetown, concluindo um Master of Science em serviço estrangeiro.

## Carreira
Após os ataques de 11 de setembro, Murphy foi trabalhar no Departamento de Defesa dos Estados Unidos como especialista em segurança nacional. Posteriormente, trabalhou como executiva em investimentos e iniciativas sobre assuntos governamentais na Sungate Capital em Winter Park, na Flórida, e como professora de negócios no Rollins College.
Em 2016, Murphy candidatou-se para a Câmara dos Representantes dos Estados Unidos pelo 7.º distrito congressional da Flórida, concorrendo contra o incumbente republicano John Mica na eleição geral. Ela recebeu o apoio do Presidente Barack Obama, do Vice-Presidente Joe Biden e da ex-Congressista Gabrielle Giffords. Murphy derrotou Mica, recebendo 51% dos votos; 182.039 a 171.583 votos. Murphy é a primeira mulher vietnamita-americana eleita para o Congresso dos Estados Unidos.
Murphy foi empossada em 3 de janeiro de 2017, passando a integrar a Blue Dog Coalition.

## Vida pessoal
Murphy e seu marido, Sean, tiveram dois filhos.